# Tour der British Lions nach Neuseeland 1977
| Tour der British Lions nach Neuseeland 1977 | Tour der British Lions nach Neuseeland 1977 | Tour der British Lions nach Neuseeland 1977 | Tour der British Lions nach Neuseeland 1977 | Tour der British Lions nach Neuseeland 1977 |
| Übersicht                                   | S                                           | G                                           | U                                           | N                                           |
| ------------------------------------------- | ------------------------------------------- | ------------------------------------------- | ------------------------------------------- | ------------------------------------------- |
| Test Matches                                | 04                                          | 01                                          | 0                                           | 3                                           |
| Sonstige Spiele                             | 22                                          | 20                                          | 0                                           | 2                                           |
| Gesamt                                      | 26                                          | 21                                          | 0                                           | 5                                           |
|                                             |                                             |                                             |                                             |                                             |
| Neuseeland                                  | 04                                          | 01                                          | 0                                           | 3                                           |

Die Tour der British Lions nach Neuseeland 1977 war eine Rugby-Union-Tour der als British Lions bezeichneten Auswahlmannschaft (heute British and Irish Lions). Sie reiste von Mai bis August 1977 durch Neuseeland und bestritt während dieser Zeit 25 Spiele. Es standen vier Test Matches gegen die neuseeländische Nationalmannschaft auf dem Programm, von denen eines gewonnen werden konnte und drei mit Niederlagen endeten. In den Spielen gegen regionale Auswahlteams standen 20 Siege und eine Niederlage zu Buche. Eine weitere Niederlage mussten die Lions ganz am Ende der Tour gegen die fidschianische Nationalmannschaft hinnehmen, wobei dieses Länderspiel nicht als Test Match zählte.

## Spielplan
- Hintergrundfarbe grün = Sieg
- Hintergrundfarbe rot = Niederlage

(Test Matches sind grau unterlegt; Ergebnisse aus der Sicht der Lions)
| #  | Datum           | Gegner                                                | Ort              | Stadion                       | Ergebnis |
| -- | --------------- | ----------------------------------------------------- | ---------------- | ----------------------------- | -------- |
| 01 | 18. Mai 1977    | Wairarapa Bush Rugby Football Union                   | Masterton        | Memorial Park                 | 41:13    |
| 02 | 21. Mai 1977    | Hawke’s Bay Rugby Union                               | Napier           | McLean Park                   | 13:11    |
| 03 | 25. Mai 1977    | East Coast & Poverty Bay Rugby Football Union         | Gisborne         | Rugby Park                    | 25:6     |
| 04 | 28. Mai 1977    | Taranaki Rugby Football Union                         | New Plymouth     | Rugby Park                    | 21:13    |
| 05 | 01. Juni 1977   | King Country & Whanganui Rugby Football Union         | Taumarunui       | Taumarunui Domain             | 60:9     |
| 06 | 04. Juni 1977   | Manawatu & Horowhenua Rugby Football Union            | Palmerston North | Palmerston Oval               | 18:12    |
| 07 | 08. Juni 1977   | Otago Rugby Football Union                            | Dunedin          | Carisbrook                    | 12:7     |
| 08 | 11. Juni 1977   | Southland                                             | Invercargill     | Rugby Park Stadium            | 20:12    |
| 09 | 14. Juni 1977   | New Zealand Universities                              | Christchurch     | Lancaster Park                | 9:21     |
| 10 | 18. Juni 1977   | Neuseeland                                            | Wellington       | Athletic Park                 | 12:16    |
| 11 | 22. Juni 1977   | Hanan Shield Districts                                | Timaru           | Fraser Park                   | 45:6     |
| 12 | 25. Juni 1977   | Canterbury Rugby Football Union                       | Christchurch     | Lancaster Park                | 14:13    |
| 13 | 29. Juni 1977   | West Coast & Buller Rugby Football Union              | Westport         | Victoria Square               | 45:0     |
| 14 | 02. Juli 1977   | Wellington Rugby Football Union                       | Wellington       | Athletic Park                 | 13:6     |
| 15 | 05. Juli 1977   | Marlborough & Nelson Bays Rugby Union                 | Blenheim         | Lansdowne Park                | 40:23    |
| 16 | 09. Juli 1977   | Neuseeland                                            | Christchurch     | Lancaster Park                | 13:9     |
| 17 | 13. Juli 1977   | New Zealand Māori                                     | Auckland         | Eden Park                     | 22:19    |
| 18 | 16. Juli 1977   | Waikato Rugby Union                                   | Hamilton         | Rugby Park                    | 18:13    |
| 19 | 20. Juli 1977   | New Zealand Juniors                                   | Wellington       | Athletic Park                 | 19:9     |
| 20 | 23. Juli 1977   | Auckland Rugby Football Union                         | Auckland         | Eden Park                     | 34:15    |
| 21 | 30. Juli 1977   | Neuseeland                                            | Wellington       | Athletic Park                 | 7:19     |
| 22 | 03. August 1977 | Counties Manukau & Thames Valley Rugby Football Union | Papakura         | Pukekohe Stadium              | 35:10    |
| 23 | 06. August 1977 | North Auckland Rugby Football Union                   | Whangārei        | Okara Park                    | 18:7     |
| 24 | 09. August 1977 | Bay of Plenty Rugby Union                             | Rotorua          | Rotorua International Stadium | 23:16    |
| 25 | 13. August 1977 | Neuseeland                                            | Auckland         | Eden Park                     | 9:10     |
| 26 | 09. August 1977 | Fidschi                                               | Suva             | Buckhurst Park                | 21:25    |

## Test Matches
| 18. Juni 1977 14:30 NZST | Neuseeland                                               | 16 : 12         | British Lions                   | Athletic Park, Wellington Zuschauer: 43.000 Schiedsrichter: Peter McDavitt (Neuseeland) |
| 18. Juni 1977 14:30 NZST | Versuche: Batty Going Johnstone Erhöhungen: Williams (2) | (16:12) Bericht | Straftritte: Bennett (3) Irvine | Athletic Park, Wellington Zuschauer: 43.000 Schiedsrichter: Peter McDavitt (Neuseeland) |

Aufstellungen:
- Neuseeland: Grant Batty, Kevin Eveleigh, Colin Farrell, Sid Going, Andy Haden, Brad Johnstone, Ian Kirkpatrick, Laurie Knight, Kent Lambert, Tane Norton , Frank Oliver, Bill Osborne, Bruce Robertson, Duncan Robertson, Bryan Williams
- Lions: Phil Bennett, Terry Cobner, Willie Duggan, Trefor Evans, Steve Fenwick, Andy Irvine, Moss Keane, Allan Martin, Ian McGeechan, Philip Orr, Graham Price, Peter Squires, Brynmor Williams, J. J. Williams, Bobby Windsor

| 9. Juli 1977 14:30 NZST | Neuseeland                | 9 : 13         | British Lions                                  | Lancaster Park, Christchurch Zuschauer: 50.000 Schiedsrichter: Brian Duffy (Neuseeland) |
| 9. Juli 1977 14:30 NZST | Straftritte: Williams (3) | (6:13) Bericht | Versuche: JJ Williams Straftritte: Bennett (3) | Lancaster Park, Christchurch Zuschauer: 50.000 Schiedsrichter: Brian Duffy (Neuseeland) |

Aufstellungen:
- Neuseeland: Douglas Bruce, Billy Bush, Kevin Eveleigh, Colin Farrell, Sid Going, Andy Haden, Lyndon Jaffray, Brad Johnstone, Ian Kirkpatrick, Laurie Knight, Tane Norton , Frank Oliver, Bill Osborne, Mark Taylor, Bryan Williams
- Lions: Bill Beaumont, Phil Bennett, Gordon Brown, Terry Cobner, Fran Cotton, Willie Duggan, Gareth Evans, Steve Fenwick, Andy Irvine, Ian McGeechan, Graham Price, Derek Quinnell, Peter Wheeler, Brynmor Williams, J. J. Williams

| 30. Juli 1977 14:30 NZST | Neuseeland                                                                                        | 19 : 7         | British Lions                        | Carisbrook, Dunedin Zuschauer: 43.000 Schiedsrichter: David Millar (Neuseeland) |
| 30. Juli 1977 14:30 NZST | Versuche: Andy Haden, Kirkpatrick Erhöhungen: Wilson Straftritte: Wilson (2) Dropgoals: Robertson | (10:4) Bericht | Versuche: Duggan Straftritte: Irvine | Carisbrook, Dunedin Zuschauer: 43.000 Schiedsrichter: David Millar (Neuseeland) |

Aufstellungen:
- Neuseeland: Douglas Bruce, Billy Bush, Lyndon Davis, Brian Ford, Andy Haden, Ian Kirkpatrick, Laurie Knight, John McEldowney, Graham Mourie, Tane Norton , Frank Oliver, Bill Osborne, Bruce Robertson, Bryan Williams, Beverley Wilson
- Lions: Bill Beaumont, Phil Bennett, Gordon Brown, David Burcher, Terry Cobner, Fran Cotton, Willie Duggan, Gareth Evans, Steve Fenwick, Andy Irvine, Graham Price, Derek Quinnell, Peter Wheeler, Brynmor Williams, J. J. Williams 
 Auswechselspieler: Ian McGeechan, Dougie Morgan

| 13. August 1977 14:30 NZST | Neuseeland                               | 10 : 9        | British Lions                                           | Eden Park, Auckland Zuschauer: 58.000 Schiedsrichter: David Millar (Neuseeland) |
| 13. August 1977 14:30 NZST | Versuche: Knight Straftritte: Wilson (2) | (3:9) Bericht | Versuche: Morgan Erhöhungen: Morgan Straftritte: Morgan | Eden Park, Auckland Zuschauer: 58.000 Schiedsrichter: David Millar (Neuseeland) |

Aufstellungen:
- Neuseeland: Douglas Bruce, Lyndon Davis, Andy Haden, John McEldowney, Brian Ford, Ian Kirkpatrick, Laurie Knight, Kent Lambert, Graham Mourie, Tane Norton , Frank Oliver, Bill Osborne, Bruce Robertson, Bryan Williams, Beverley Wilson 
 Billy Bush, Mark Taylor
- Lions: Bill Beaumont, Phil Bennett, Gordon Brown, Fran Cotton, Willie Duggan, Gareth Evans, Steve Fenwick, Andy Irvine, Ian McGeechan, Dougie Morgan, Tony Neary, Graham Price, Elgan Rees, Jeff Squire, Peter Wheeler

## Kader

### Management
- Tourmanager: George Burrell
- Trainer: John Dawes
- Kapitän: Phil Bennett

### Spieler
| Spieler          | Position         | Mannschaft                |
| ---------------- | ---------------- | ------------------------- |
| Gareth Edwards   | Gedrängehalb     | Cardiff RFC               |
| Alun Lewis       | Gedrängehalb     | Cambridge University RUFC |
| Dougie Morgan    | Gedrängehalb     | Stewart’s Melville RFC    |
| Brynmor Williams | Gedrängehalb     | Cardiff RFC               |
| John Bevan       | Verbindungshalb  | Aberavon RFC              |
| Ian McGeechan    | Verbindungshalb  | Headingley FC             |
| David Burcher    | Innendreiviertel | Newport RFC               |
| Gareth Evans     | Innendreiviertel | Newport RFC               |
| Steve Fenwick    | Innendreiviertel | Bridgend RFC              |
| Mike Gibson      | Innendreiviertel | North of Ireland FC       |
| Elgan Rees       | Außendreiviertel | Neath RFC                 |
| Peter Squires    | Außendreiviertel | Harrogate RUFC            |
| J. J. Williams   | Außendreiviertel | Llanelli RFC              |
| Bruce Hay        | Schlussmann      | Boroughmuir RFC           |
| Andy Irvine      | Schlussmann      | Heriot’s RFC              |

| Spieler          | Position             | Mannschaft            |
| ---------------- | -------------------- | --------------------- |
| Peter Wheeler    | Hakler               | Leicester Tigers      |
| Bobby Windsor    | Hakler               | Pontypool RFC         |
| Fran Cotton      | Pfeiler              | Sale Sharks           |
| Charlie Faulkner | Pfeiler              | Pontypool RFC         |
| Philip Orr       | Pfeiler              | Old Wesley RFC        |
| Graham Price     | Pfeiler              | Pontypool RFC         |
| Clive Williams   | Pfeiler              | Aberavon RFC          |
| Bill Beaumont    | Zweite-Reihe-Stürmer | Fylde Rugby Club      |
| Gordon Brown     | Zweite-Reihe-Stürmer | West of Scotland FC   |
| Nigel Horton     | Zweite-Reihe-Stürmer | Moseley RFC           |
| Moss Keane       | Zweite-Reihe-Stürmer | Lansdowne FC          |
| Allan Martin     | Zweite-Reihe-Stürmer | Aberavon RFC          |
| Terry Cobner     | Flügelstürmer        | Pontypool RFC         |
| Trefor Evans     | Flügelstürmer        | Swansea RFC           |
| Tony Neary       | Flügelstürmer        | Broughton Park RUFC   |
| Jeff Squire      | Flügelstürmer        | Newport RFC           |
| Willie Duggan    | Nummer Acht          | Blackrock College RFC |
| Derek Quinnell   | Nummer Acht          | Llanelli RFC          |